# Nous sommes la nuit
Pour plus de détails, voir Fiche technique et Distribution.
Nous sommes la nuit (Wir sind die Nacht) est un film d'horreur allemand réalisé par Dennis Gansel, mettant en scène Karoline Herfurth, Nina Hoss et Jennifer Ulrich dans le rôle de vampires. Distribué par Metropolitan FilmExport, le film est sorti le 24 octobre 2010 en Allemagne.

## Synopsis
Le film se déroule à Berlin et commence par des photos suivies de peintures retraçant la vie de trois femmes à travers les décennies[style à revoir]. Ensuite, on voit ces trois femmes à bord d'un avion : Louise (Nina Hoss) la meneuse, Charlotte (Jennifer Ulrich), une vedette des films muet allemands et Nora (Anna Fischer), une survivante de l'accident du 24 juillet 2010 de la Love Parade à Duisbourg. Les trois femmes sont des vampires qui viennent de faire un carnage parmi les passagers. Elles finissent par sauter de l'avion qui s'écrase par la suite.
Lena (Karoline Herfurth), 20 ans, est une marginale qui vit de larcins. Un jour, elle manque de se faire arrêter par Tom (Max Riemelt), un inspecteur de police.
Lena, après une journée infructueuse, décide d'aller dans un étrange club dont Louise est la dirigeante. Cette dernière approche Lena et engage la conversation avec elle. Lena part dans les toilettes et Louise, ayant reconnu en la jeune fille une potentielle vampire, la suit. Louise mord Lena qui rentre chez elle paniquée. Durant la nuit, le changement en vampire s’opère : à son réveil Lena éprouve une grande allergie au soleil, n'a plus de reflet et souffre d'une immense faim que seul du jus de viande crue semble apaiser. Lena décide de retourner au club où l'attendent Louise, Charlotte et Nora. Afin que la transformation s'achève complètement, Louise emmène Lena dans une cachette de proxénètes. Lena est agressée mais les trois femmes vampires tuent tous les hommes (sauf un qui les a vus) avant d'emmener Lena.
Lena se réveille dans un hôtel de luxe et achève sa transformation dans un bain : la jeune fille est maintenant d'une beauté incomparable. En compagnie de Louise, Charlotte et Nora, Lena découvre les joies du vampirisme : succession de boutiques de luxe, voitures luxueuses et finalement soirée au restaurant. Louise lui explique alors qu'il n'y a plus que des femmes vampires. Ensuite, le tout[style à revoir] n'est qu'un enchaînement de soirées arrosées (au sang dans des verres) dans le club. Louise tente finalement d'embrasser Lena mais cette dernière finit par la repousser.
Un soir, Lena recroise Tom, alors sur l'enquête du meurtre des proxénètes, ils flirtent ensemble mais Louise les surveille, à l'affut. De retour au club, Lena est en tête à tête avec Charlotte qui lui explique que Louise l'a transformée dans les années 1920 et qu'elle a été obligé de quitter sa famille. Charlotte révèle aussi que Louise est à la recherche d'une âme sœur, une femme, et qu'elle est persuadée que Lena est celle qu'elle attend. Pour substituer au soleil[style à revoir], Lena et les trois autres vampires vont dans un spot de tournage simulant une piscine naturelle avec des projecteurs pour la lumière du jour. Mais deux gardiens de nuit arrivent et après quelques instants de sympathie[style à revoir], Nora tue le premier, Charlotte tue le deuxième. Lena en est bouleversé, elle qui ne s'était jamais nourrie aussi brutalement[style à revoir]. Elle appelle Tom mais ne dit rien. Ensuite, Tom interroge l'homme qui a vu les vampires lors du massacre des proxénètes. Ce dernier dit que les diablesses[style à revoir] ont volé sa voiture de couleur argent. Tom fait le rapprochement avec la voiture de Lena, car c'est Louise qui l'avait volée.
Le lendemain, en plein jour, Tom et les policiers encerclent l'hôtel. Lena, Louise et Nora vont dans le parking souterrain tandis que Charlotte retient les policiers ; elle les tue tous. Lena, Louise et Nora partent en voitures au vitres teintées, les deux premières ensemble. Charlotte se fait tirer dessus par Tom et dégringole d'une fenêtre, elle est récupérée par Lena et Louise. Mais Nora rentre dans une voiture et est obligée de sortir à la lumière[style à revoir]. Nora s'enflamme, les trois autres vampires ne parviennent pas à secourir leur compagne, et sont forcées de s'enfuir en la laissant mourir.
Lena, Louise et Charlotte s'échappent par le métro et se préparent à quitter la ville. Avant cela, Charlotte veut dire à adieu à sa famille. Les trois femmes vont dans une maison de retraite où Charlotte retrouve sa fille qui est maintenant nonagénaire... Celle-ci a un bref aperçu de sa mère avant de se rendormir. Le jour va se lever et les trois vampires se préparent à passer la journée dans une pièce sur le toit du Teufelsberg. Mais[style à revoir] Charlotte enferme Lena et Louise et se suicide en s'exposant au soleil.
À la tombée de la nuit, Lena va à l'appartement de Tom et lui révèle sa nature de vampire. La police arrive et tente d'arrêter les deux jeunes gens. Lena se refuse à tuer les policiers et se laisse capturer avec Tom. Mais[style à revoir] Louise n'en a pas fini avec Lena. La vampire attaque la prison et capture Tom. Lena parvient à les retrouver à l'ancienne station de la NSA à l'aube. Louise tient Tom en joue et ordonne à Lena de lui dire qu'elle l'aime. Lena s'exécute mais Louise tire quand même sur Tom. Lena se jette sur Louise et les deux femmes se battent durant un combat défiant la loi de la gravité. Lena parvient alors à pousser Louise dans le vide. La vampire passe dans la lumière et s'enflamme. Lena retrouve Tom, essaye de le mordre pour qu'il devienne vampire mais se retient.
À l'arrivée de la police, Lena et Tom ont disparu. Un policier ami de Tom regarde par une fenêtre et, après ce qu'il y a vu, dit "Bonne chance".

## Fiche technique
- Réalisation : Dennis Gansel
- Scénario et adaptation : Dennis Gansel
- Production : Christian Becker, Oliver Nommsen (exécutif), Bernhard Thur (exécutif)
- Directeur de la photographie : Torsten Breuer
- Direction artistique : Dennis Gansel
- Décors : Matthias Müsse
- Costumes : Anke Winckler
- Montage : Ueli Christen
- Musique : Heiko Maile
- Lieux de tournage : Berlin, Allemagne
- Distribution : Metropolitan FilmExport
- Budget : 6,5 millions d'euros
- Pays d’origine : Allemagne
- Langue : Allemand
- Format : Couleur- 2.35:1 - 35 mm - Caméras Arriflex 235 & Arriflex 435 // Dolby Digital
- Genre : Horreur
- Durée : 105 minutes
- Dates de sortie :
  -  Allemagne 24 octobre 2010
  -  France 29 décembre 2010

## Distribution
- Karoline Herfurth : Lena Bach
- Nina Hoss (VF : Déborah Perret) : Louise
- Jennifer Ulrich : Charlotte
- Anna Fischer : Nora
- Max Riemelt (VF : Alexandre Gillet) : Inspecteur Tom Serner

## Personnages
- Lena : jeune fille de 20 ans vivant dans la banlieue allemande. Elle vit de vol et a été élevé par une mère célibataire. Elle est transformée par Louise mais[style à revoir] la jeune fille tombe amoureuse de Tom le policier. Elle a les cheveux noirs et courts avant sa transformation mais ils virent au brun-roux ensuite et s'allongent.
- Louise : vampire de plus de 200 ans. Elle fut transformée par une femme dont Louise tomba amoureuse. Un siècle plus tard, la vampire mourut mais Louise ne la rejoignit pas dans la mort car elle espérait retrouver l'amour un jour[style à revoir]. Pour cela, Louise transforma Charlotte et Nora mais a attendu la "bonne" jusqu'au jour où Lena apparut. Elle a les cheveux blonds.
- Charlotte : vampire d'un peu moins d'un siècle. Transformée en 1923 lorsqu'elle rencontra Louise à une première de cinéma dont elle jouait le rôle principal[style à revoir]. Charlotte fut contrainte d'abandonner sa famille, dont sa fille. Avec le temps, Charlotte est devenue dépressive et est le plus souvent vue fumant une cigarette, lisant des livres compliqués ou écoutant de la musique classique sur son baladeur. Elle a les cheveux d'un noir de jais.[style à revoir]
- Nora : vampire âgée de 37 ans. Elle a été repérée[style à revoir] et transformée par Louise à la Love Parade. Nora a les cheveux rouge vif et porte des vêtements loufoques. Très coquette,[style à revoir]elle collectionne les voitures de luxe.

## Genèse
Le concept de départ était de réaliser un film de vampires avec une histoire d'amour qui aurait lieu dans les boîtes de nuit berlinoises. Dennis Gansel a écrit un exposé de trois pages qu'il appela « The Dawn » : une histoire romantique entre une jeune vampire et un jeune mortel. À l'avant-première du téléfilm Das Mädchen Rosemarie de Bernd Eichinger en 1996, Gansel a remarqué l'actrice Nina Hoss et a écrit le scénario pour elle. Il prit contact avec elle en 1999 et elle a manifesté son intérêt pour le film.
Aucun studio de production n'était intéressé par l'histoire. L'échec commercial du film Creep en 2004 avec Franka Potente semblait prouver que les films d'horreur allemands ne rencontraient pas leur public. Dennis Gansel a presque abandonné l'idée et a travaillé sur d'autres projets, comme Girls and Sex, Napola – Elite für den Führer et La Vague. Il continue néanmoins à travailler le scénario. Après le succès de La Vague, Rat Pack et Constantin Film ont finalement donné le feu vert pour son projet. Parallèlement, le film Twilight, chapitre I : Fascination a rencontré un grand succès en Allemagne.
Mais le scénario avait trop de ressemblances avec celui de la série Twilight, et le scénariste Jan Berger a réécrit l'histoire et a renommé le projet Nous sommes la nuit.

## Tournage
Le tournage a eu lieu en automne 2009 à Berlin, avec un budget de production d'environ 6,5 millions d'euros. Les scènes de la boîte de nuit ont été tournées dans l'ancienne piscine de Lichtenberg (Stadtbad Lichtenberg). Le bâtiment était non chauffé et les acteurs devaient supporter un tournage en petite tenue dans des températures hivernales. Les scènes d'extérieur de la boîte ont été tournées à Berlin-Plänterwald dans l'arrondissement de Treptow-Köpenick et au Spreepark.
Pour les scènes de l'hôtel, l'équipe a filmé à l'hôtel Cumberland sur le Kurfürstendamm après un arrangement des décors. Les scènes de shopping des vampires ont été tournées dans la galerie marchande du Galeria Kaufhof sur l'Alexanderplatz. Le supermarché a exigé que ses gardes soient présents sur le tournage et fouillent les acteurs et les membres de l'équipe à la fin.
L'appartement de Lena devait se trouver dans un grand ensemble en mauvais état, mais l'équipe a eu du mal à trouver des bâtiments non récemment rénovés. Finalement, un bâtiment adéquat a été trouvé à Berlin-Schöneberg. La scène du début où Lena échappe aux policiers après sa tentative de vol à la tire a lieu dans la gare de Berlin Zoologischer Garten. Les locaux de l'ancienne station de radio de Berlin-est dans la Nepalestraße à Oberschöneweide ont servi aux scènes de la maison close russe. Là aussi, alors que les acteurs devaient s'habiller léger, les températures étaient celles du mois de novembre.
Une scène du film montre le film muet allemand Docteur Mabuse le joueur en arrière-plan. Le bain de soleil en salle et l'attaque des policiers ont eu lieu dans le parc artificiel Tropical Islands. Certaines parties de la plage ont dû être remplacées car trop de sang artificiel avait été versé.
Le Tiergartentunnel, sous la Gare centrale de Berlin, a dû être coupé à la circulation pour tourner les scènes de course en décembre 2009. Les scènes de fin du film sont tournées au sommet du Teufelsberg. La tour du Teufelsberg a été recréée dans les studios Babelsberg pour les scènes de cascade. Les actrices ont effectué elles-mêmes beaucoup de leurs cascades.

## Prix
Ce film a été nommé deux fois :
- Lola du meilleur montage
- Lola de la meilleure musique